# 篠原義近
篠原 義近（しのはら よしちか、1937年 - ）は、日本のフランス文学者。神戸市生まれ。1961年、早稲田大学フランス文学科卒。読売新聞社勤務。

## 著書
- 『ランボー「酔いどれ船」捜索』国文社　1978
- 『ランボー『地獄の季節』探照』国文社　1981
- 『ランボー『イリュミナション』幻視』国文社　1985

## 共著
- 『幸福と死と不条理と アルベール・カミュの青春と思想』亀谷悟郎共著　虎見書房　1971

## 翻訳
- ヴィクトル・ユゴー『海に働く人びと』山口三夫共訳　1978　潮文庫
- パトリック・セガル『翔べ、わが車椅子』早川書房　1979　ハヤカワ・ノンフィクション
- ピエール・プロ『この狂乱するサーカス』1981　サンリオSF文庫
- ミシェル・グリゾリア『海の警部』1982　ハヤカワ・ミステリ文庫
- アラン・ブザンソン『幽霊の解剖 ソヴィエト社会主義の政治経済学』新評論　1982
- ジャン・アンビュルジェ『強さと脆さ 医学と人間との変容に関する考察』下平正文共訳　TBS出版会　1984
- ジュール・ベルヌ『十五少年漂流記』第三文明社　1991　少年少女希望図書館

## 参考
- 『ランボー『イリュミナション』幻視』著者紹介